# Золотоголовый певчий сорокопут
Золотоголовый певчий сорокопут (лат. Laniarius barbarus) — вид певчих птиц из семейства кустарниковых сорокопутов отряда воробьинообразных. Обитает в экваториальной Африке. Скрытная птица, часто встречающаяся в густом подлеске в лесах и других лесистых местообитаниях. Гнездо чашевидное, располагается в кустарнике или на деревьях, в нём два яйца.
Общая длина тела достигает 23 см. Хвост длинный, крылья относительно короткие. Окраска оперения яркая: бока головы, задняя сторона шеи, спина, крылья и хвост чисто чёрные, клюв и ноги также тёмные. Горло, грудь и брюшко яркие малиново-красные. Верх головы золотисто-желтого цвета. Подхвостье тёмно-жёлтое. Половой диморфизм не выражен. У молодых птиц перья верхней части тела с тёмно-жёлтыми кончиками, нижней — желтовато-охристые с чёрной перемычкой.
Золотоголовый певчий сорокопут распространен на западе экваториальной Африки от Сенегала и Гамбии на западе до юга Чада на востоке. Северная граница ареала проходит по юго-западу и югу Мавритании, центру Мали и югу Нигера. В южной части ареал имеет разорванный вид, южная граница основной части ареала проходит по западу, северу и востоку Гвинеи, огибая большую часть страны, захватывает северные половины Кот-д’Ивуара и Ганы, почти всё Того и Бенин, кроме некоторых районов на юге этих стран, и далее охватывает почти всю Нигерию, кроме юга, и крайний север Камеруна. Кроме этого, существуют ещё четыре изолированные от основной части ареала, расположенные южнее её, вдоль побережья Атлантического океана и Гвинейского залива: на западе Сьерра-Леоне, западе Либерии, юго-востоке Кот-д’Ивуара и на крайнем юге (включая юго-восток) Ганы, Того и Бенина и крайнем юго-западе Нигерии. Самая восточная часть ареала находится на юге Чада, она также отделена от его основной части.
Выделяют 2 подвида:
- Laniarius barbarus helenae — верх головы более оранжевый, чем у номинального подвида[2]; обитает на западе, в прибрежных районах, Сьерра-Леоне;
- Laniarius barbarus barbarus — номинативный подвид, распространенный на остальной части ареала.

Скрытная птица, редко попадающаяся на глаза. Обитает в густом подлеске, часто у водоёмов, во внутренних и прибрежных саваннах, в колючих кустарниках, мангровых зарослях и садах. Держится в зарослях, лишь изредка вылетая на открытое место. Голос самца золотоголового певчего сорокопута включает свистящие и трещащие звуки: мелодичные «туу-льуу», прерывающиеся громкими и резкими «ч-чача», либо звонкие двойные свистящие «вии-уу», напоминающие звук хлыста, которые могут варьировать в «вууу-хии» и «уу-хии», или «вуу-вии», а также дрожащее «вииии». Самка обычно отвечает короткими «кик-кик». Часто птицы поют вдвоём.
Питается в основном насекомыми, которых ловит в кустах или на земле. Рацион состоит в основном из жуков и гусениц, но иногда может поедать яйца и птенцов других птиц.
Моногамная и территориальная птица. Во время ухаживания самец и самка преследуют друг друга в кустарнике, перепрыгивая с ветки на ветку и издавая металлические дребезжащие звуки. Глубокое чашевидное гнездо строится в кустах из корешков и усиков растений. Оно часто бывает непрочным. Самка откладывает два, иногда три, серовато- или голубовато-зелёных яйца с тёмными пятнами.

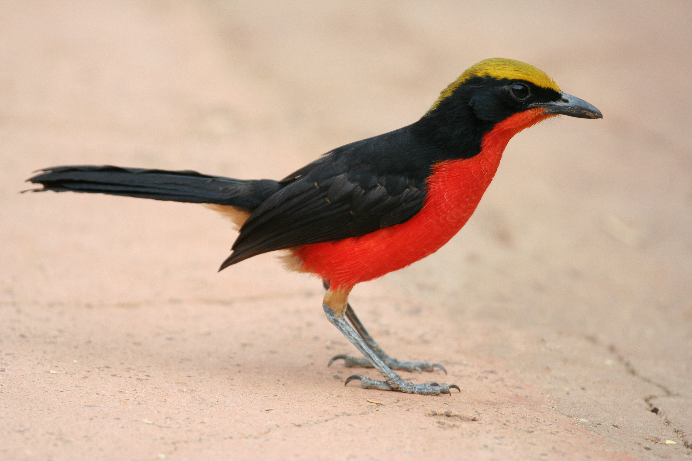
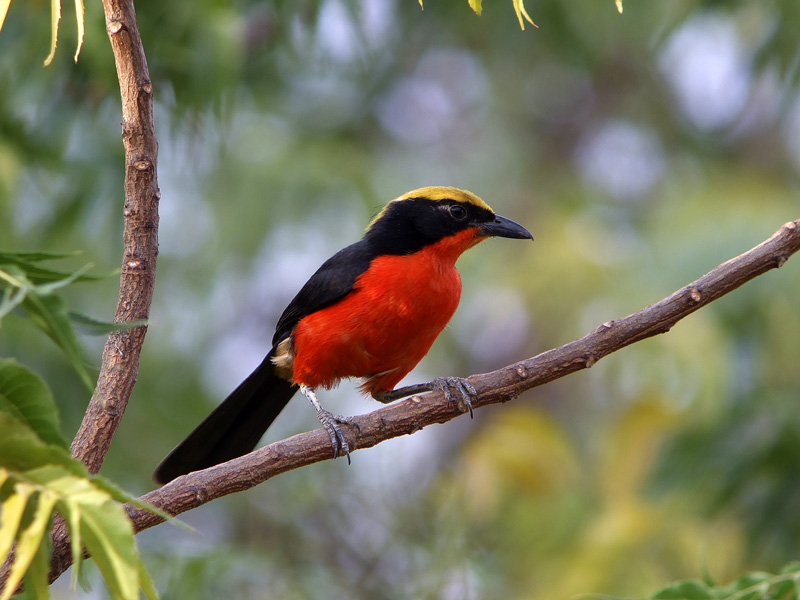
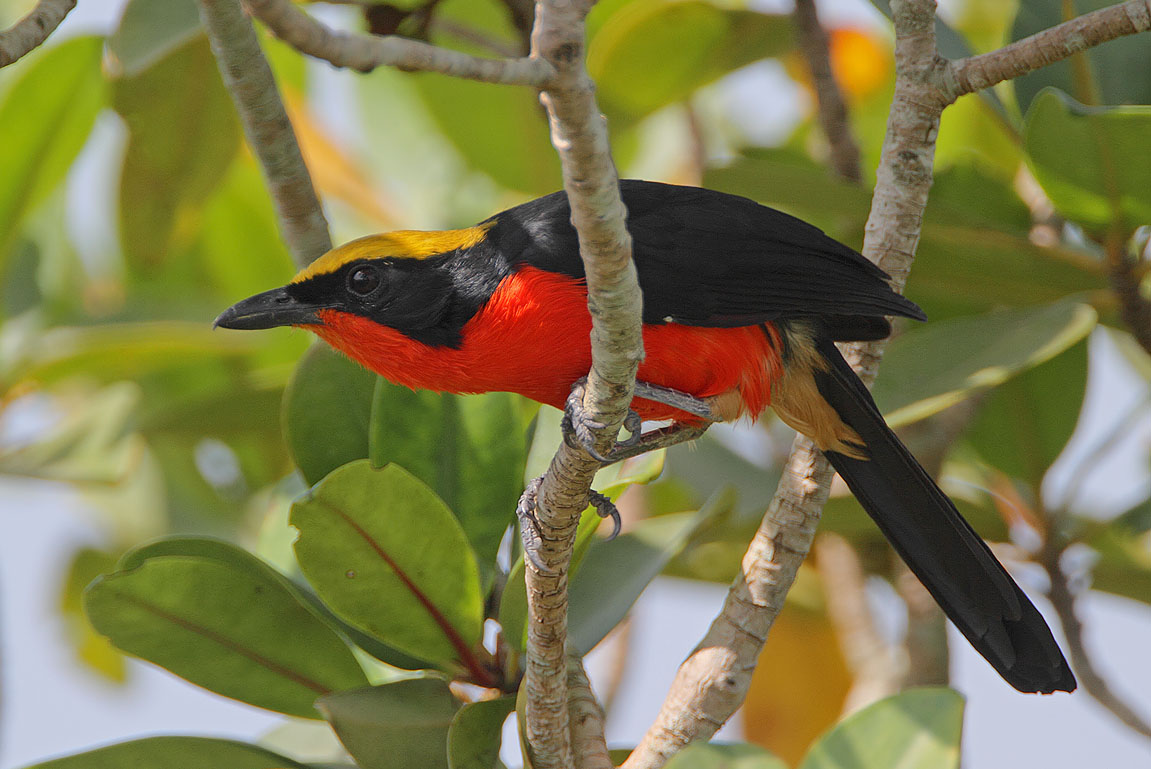
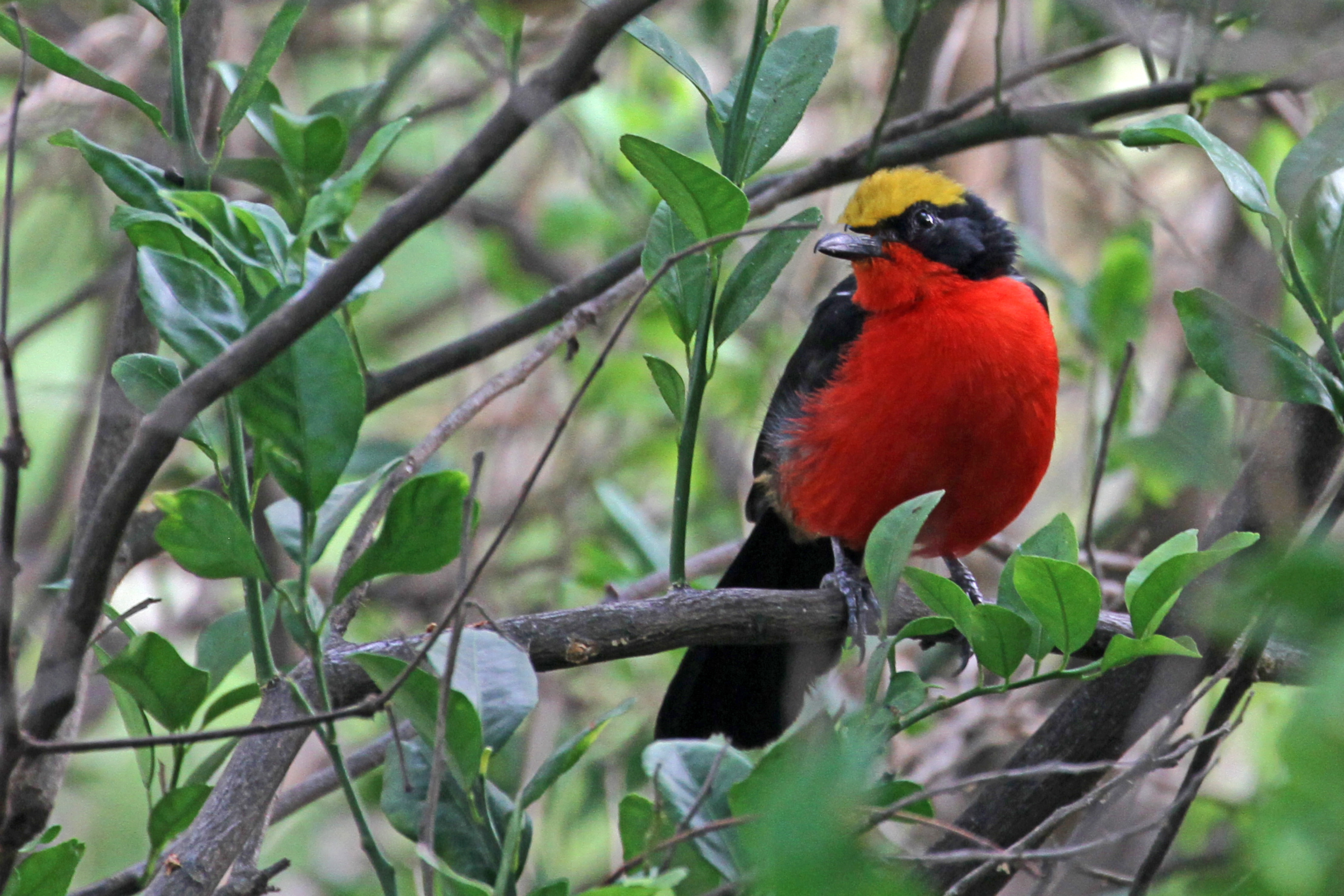
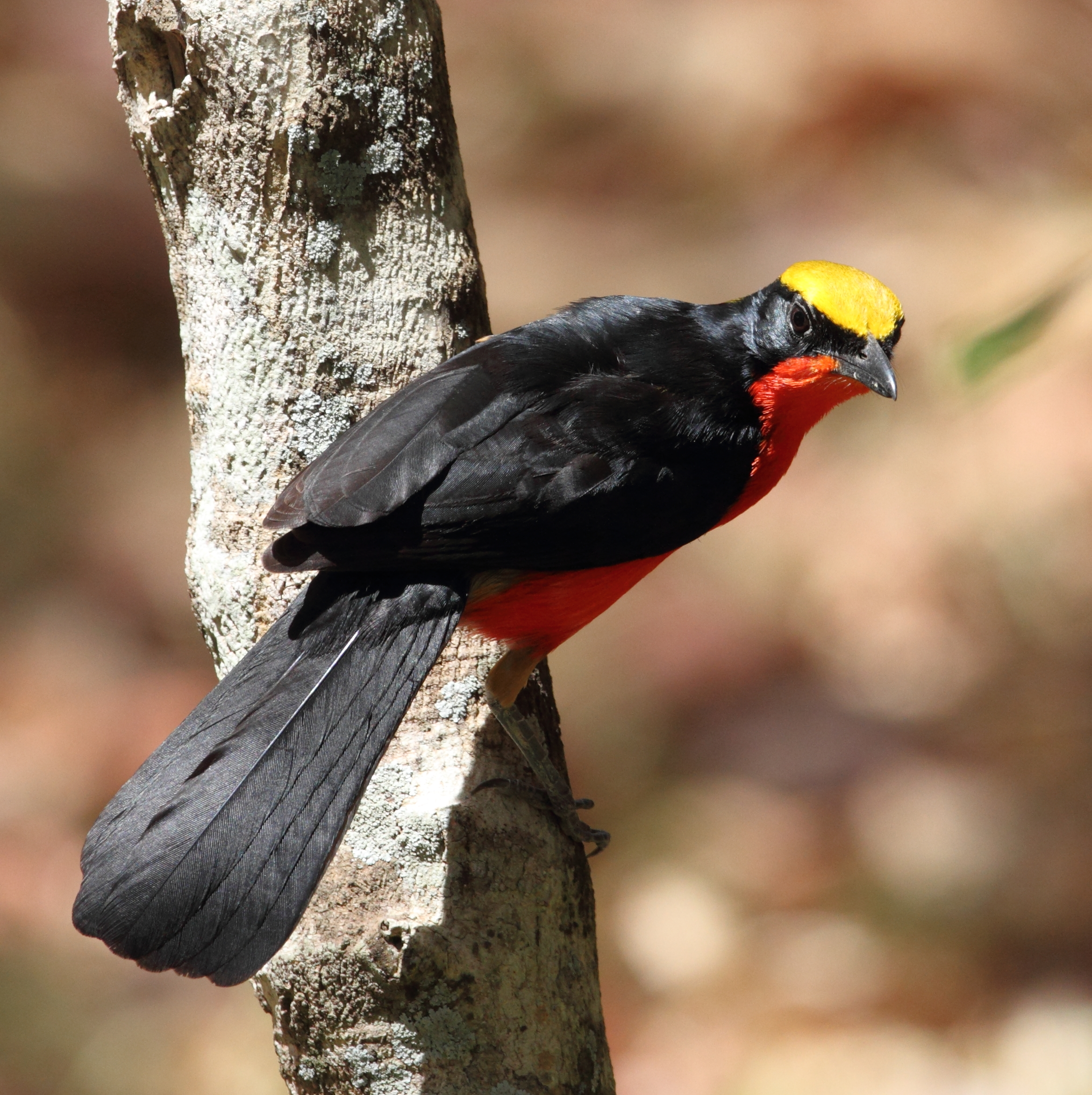